# 序
序，又稱序文、序言、序论、敘、叙文、叙言、叙论、緒、绪文、绪言、绪论、弁言、引、引文、引言、引语、导言、前言，是作品或書籍的一種依附性文章，主要介紹作品的內容、主旨，或者作者的創作過程，或對作品加以評論。若用於小說及故事以方便帶領作者進入劇情及介紹背景，又稱作序章（英語：prologue）。
中國最早的序，一般認為是漢朝人為《詩經》所做的《毛詩序》以及為各詩所做的小序。
序一般位於作品之前，若位於結尾，通常稱為跋、後序、或後記。如司馬遷的《太史公自序》即位於《史記》結尾。
由作者本人寫的序稱為為「自序」，作者以外的他人所寫的序為「他序」。後又有贈序之文體出現，古時臨別眾友集體寫詩文以贈遠行之人，並為此詩文集寫序，而後贈序開始喧賓奪主，變成只有贈序，而不寫詩文集。